# 우경철
우경철(1990년 11월 21일 ~ )은 대한민국의 전직 스타크래프트 II 프로게이머이다. Sage라는 아이디를 사용하며, 종족은 프로토스이다. 이전에는 FreeDSL이라는 아이디를 사용한 적이 있다.
NS호서와 Alt-Tab.Gaming, ROOT Gaming 소속으로 활동한 경험이 있다.
2014년 6월 27일 ROOT Gaming을 탈퇴하면서 은퇴했다.

## 주요 성적
- 2010 소니 에릭슨 스타크래프트 II OPEN Season 2 64강
- 2011 소니 에릭슨 글로벌 스타크래프트 II 리그 Oct. Code A 4강
- 2011 소니 에릭슨 글로벌 스타크래프트 II 리그 Nov. Code A 48강
- 2012 DreamHack Open Valencia 32강
- 2012 DreamHack Open Bucharest 8강
- 2013 DreamHack Open Stockholm 32강
- 2013 WCS 아메리카 시즌 1 챌린저리그 40강
- MLG 2013 Spring Season Championship 8강
- 2013 WCS 아메리카 시즌 2 프리미어리그 16강
- 2013 WCS 아메리카 시즌 2 챌린저리그 16강
- 2013 WCS 아메리카 시즌 3 프리미어리그 32강